# En skruv lös
En skruv lös är en bok om Galenskaparna och After Shave skriven av Viveka Hagnell och utgiven av Carlssons bokförlag.
Boken bygger på intervjuer, tv/film-tittande, recensioner med mera och berättar om Galenskaparna och After Shave och deras värld från barnsben till idag.